# Championnats d'Europe de plongeon 2015
Les Championnats d'Europe de plongeon 2015 se déroulent du 9 au 14 juin 2015 à Rostock en Allemagne. 

## Podiums

### Femmes
| Épreuves               | Or                                                      | Argent                                            | Bronze                                             |
| Épreuves individuelles | Épreuves individuelles                                  | Épreuves individuelles                            | Épreuves individuelles                             |
| ---------------------- | ------------------------------------------------------- | ------------------------------------------------- | -------------------------------------------------- |
| Tremplin de 1 m        | Tania Cagnotto Italie 291,20 pts                        | Nadezda Bazhina Russie 279,40 pts                 | Olena Fedorova Ukraine 275,40 pts                  |
| Tremplin de 3 m        | Tania Cagnotto Italie 350,20 pts                        | Kristina Ilinykh Russie 334,15 pts                | Tina Punzel Allemagne 330,90 pts                   |
| Haut vol à 10 m        | Iuliia Prokopchuk Ukraine 325,50 pts                    | Laura Marino France 323,60 pts                    | Noemi Batki Italie 323,30 pts                      |
| Épreuves synchronisées |                                                         |                                                   |                                                    |
| Tremplin de 3 m        | Italie Tania Cagnotto Francesca Dallapé 313,08 pts      | Allemagne Tina Punzel Nora Subschinski 302,70 pts | Russie Nadezda Bazhina Kristina Ilinykh 298,50 pts |
| Haut vol à 10 m        | Russie Yulia Timoshinina Ekaterina Petukhova 319,20 pts | Royaume-Uni Georgia Ward Robyn Birch 310,74 pts   | Hongrie Villő Kormos Zsófia Reisinger 291,72 pts   |

### Hommes
| Épreuves               | Or                                                  | Argent                                                 | Bronze                                                  |
| Épreuves individuelles | Épreuves individuelles                              | Épreuves individuelles                                 | Épreuves individuelles                                  |
| ---------------------- | --------------------------------------------------- | ------------------------------------------------------ | ------------------------------------------------------- |
| Tremplin de 1 m        | Matthieu Rosset France 433,80 pts                   | Evgenii Novoselov Russie 396,05 pts                    | Oleh Kolodiy Ukraine 391,10 pts                         |
| Tremplin de 3 m        | Matthieu Rosset France 476,70 pts                   | Ievgueni Kouznetsov Russie 467,60 pts                  | Ilia Zakharov Russie 451,85 pts                         |
| Haut vol à 10 m        | Martin Wolfram Allemagne 575,30 pts                 | Victor Minibaev Russie 541,70 pts                      | Vadim Kaptur Biélorussie 491,55 pts                     |
| Épreuves synchronisées |                                                     |                                                        |                                                         |
| Tremplin de 3 m        | Russie Ievgueni Kouznetsov Ilia Zakharov 462,96 pts | Ukraine Illya Kvasha Oleksandr Horshkovozov 430,89 pts | Allemagne Patrick Hausding Stephan Feck 419,73 pts      |
| Haut vol à 10 m        | Allemagne Patrick Hausding Sascha Klein 458,10 pts  | Russie Victor Minibaev Roman Izmailov 435,84 pts       | Ukraine Maksym Dolgov Oleksandr Horshkovozov 430,26 pts |

### Par équipes
| Épreuves | Or                                                 | Argent                                            | Bronze                                           |
| -------- | -------------------------------------------------- | ------------------------------------------------- | ------------------------------------------------ |
| Mixte    | Russie Nadezhda Bazhina Viktor Minibaev 406,50 pts | Allemagne Maria Kurjo Patrick Hausding 399,15 pts | Ukraine Yulia Prokopchuk Illya Kvasha 383,50 pts |

## Tableau des médailles
| Rang  | Nation      | Or | Argent | Bronze | Total |
| ----- | ----------- | -- | ------ | ------ | ----- |
| 1     | Russie      | 3  | 6      | 2      | 11    |
| 2     | Italie      | 3  | 0      | 1      | 4     |
| 3     | Allemagne   | 2  | 2      | 2      | 6     |
| 4     | France      | 2  | 1      | 0      | 3     |
| 5     | Ukraine     | 1  | 1      | 4      | 6     |
| 6     | Royaume-Uni | 0  | 1      | 0      | 1     |
| 7     | Biélorussie | 0  | 0      | 1      | 1     |
| 7     | Hongrie     | 0  | 0      | 1      | 1     |
| Total | Total       | 11 | 11     | 11     | 33    |